# Cyclone Batsirai
Le cyclone Batsirai est le deuxième système tropical, et le premier à atteindre le seuil de cyclone, de la saison cyclonique 2021-2022 dans l'océan Indien sud-ouest. Il touche l'île Maurice, La Réunion et Madagascar.

## Évolution météorologique

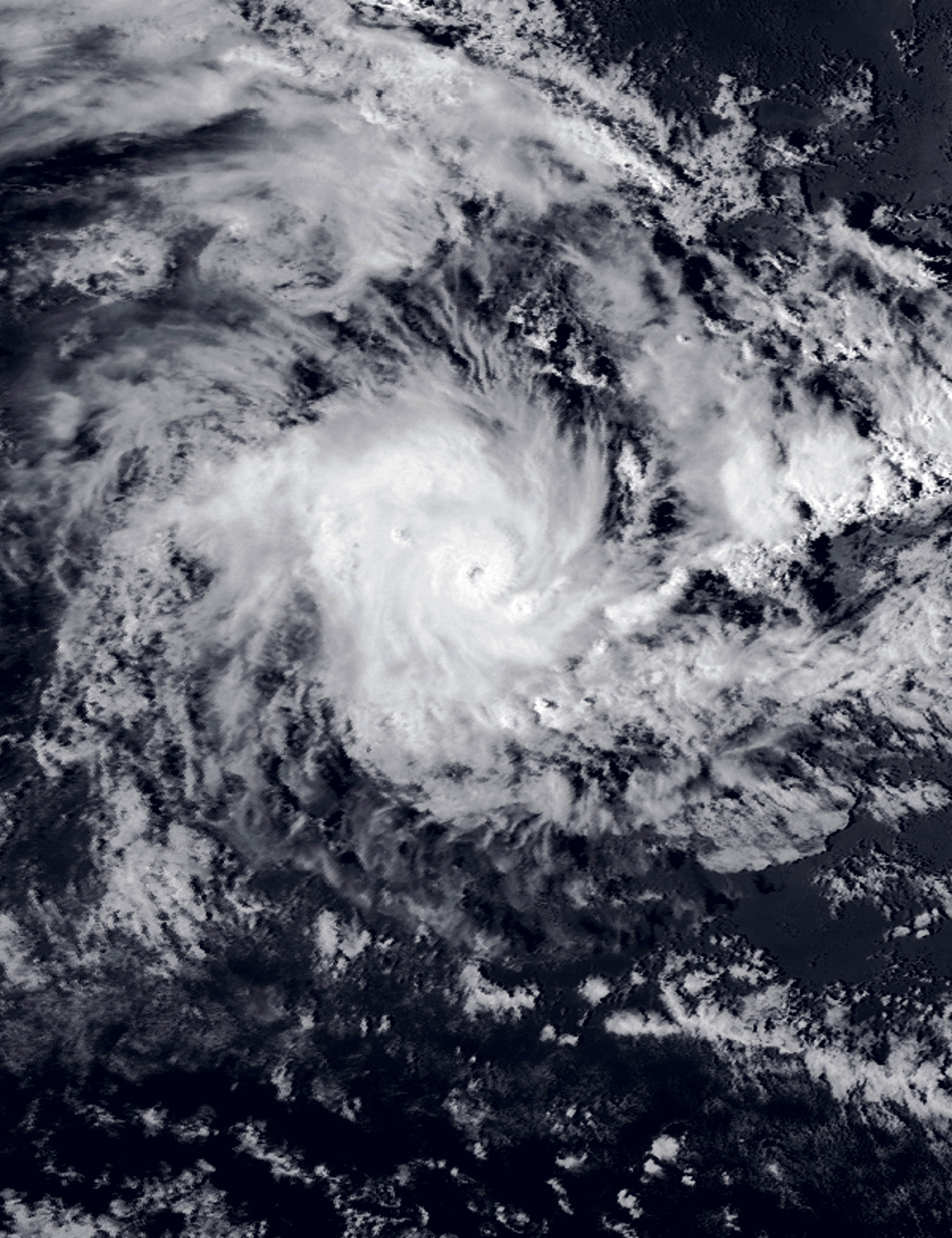
Batsirai, le 27 janvier 2022.

Il s'est formé à partir d'une perturbation tropicale détectée le 24 janvier dans l'océan Indien. Son intensité a fluctué mais il est devenu une tempête tropicale modérée le 27 janvier. S'intensifiant ensuite de manière inattendue en un cyclone tropical intense avant de faiblir au cours des jours suivants en raison du cisaillement du vent et de l'air sec le long de sa trajectoire. Il a de nouveau rencontré des conditions beaucoup plus favorables et s'est rapidement intensifié en un cyclone équivalent à un ouragan de catégorie 4 sur l'échelle Saffir-Simpson le 2 février en se dirigeant vers Madagascar.
Du 2 au 4 février, le cyclone touche La Réunion. Les vents dépassent 150 km/h sur Les Hauts. Les précipitations sont qualifiées d'« exceptionnelles » avec 600 mm dans les cirques et 1500 mm sur le piton de la Fournaise. La tempête a subi le lendemain un remplacement de son mur oculaire et a fluctué en intensité avant de toucher terre à Madagascar le 5 février, en tant que cyclone de catégorie 3, puis de s'affaiblir très rapidement en raison du terrain montagneux. Le système est ressorti comme tempête tropicale entre le Mozambique et le sud de Madagascar le 7 février, puis s'est transformée en dépression post-tropicale le 8 février. Cette dernière s'est dirigée vers le sud et fut absorbée au cours des jours suivants par un creux barométrique.

## Conséquences

### Maurice
À Maurice, le cyclone a évité l'île de Rodrigues en la contournant par le nord, s'en approchant au plus près à 350 km le 31 janvier. Sur l'île placée en alerte cyclonique de niveau 1, il n'a occasionné que de fortes pluies et une houle de trois mètres.

Batsirai, le 1 février 2022.

Le changement de direction de trajectoire du nord-ouest vers le sud-ouest dans la nuit du 31 janvier au 1er février le fait passer à 175 km au sud de Saint-Brandon où il représente une menace qualifiée de « majeure ». Il y occasionne des inondations en raison de l'arrivée d'une onde de tempête et d'une houle dont les vagues les plus grandes sont estimées entre sept et neuf mètres ; des rafales de vent atteignant 140 km/h y sont attendues.
Le bilan humain à l'île Maurice est de deux morts. Les dégâts matériels sont limités, essentiellement des arbres déracinés, des routes coupées et l'arrêt de la fourniture d'eau et d'électricité. Cent trente-huit personnes sont abritées à titre préventif dans des centres d'hébergement.

### La Réunion
L'alerte rouge cyclonique est déclenchée le mercredi 2 février à 19 h par la préfecture de La Réunion.
Au 5 février, les secours ont procédé à une centaine d'interventions. Le bilan est de 12 blessés légers : 10 ont été intoxiqués au monoxyde de carbone, un pompier a été électrisé au cours d'une intervention et une personne a été blessée par la chute d'un toit.
La houle générée par le cyclone est à l'origine de l'échouement d'un navire souteur mauricien sur les côtes de La Réunion le 3 février 2022 au soir. Le Tresta Star est alors projeté sur la pointe du Tremblet, à Saint-Philippe, sur une coulée de lave de 2007. Tous les marins sont récupérés sains et saufs pendant la nuit au cours d'une opération de sauvetage de 6 h, sous le commandement du CROSS, et mobilisant 47 pompiers dont le GRIMP et des sauveteurs aquatiques, ainsi que des gendarmes du PGHM et du GIGN,.
Le coût des dégâts est estimé à 10 millions d'euros pour la ville de Saint-Denis. Les pertes agricoles s'élevent à 47 millions € (53,3 millions $US).

Batsirai, le 2 février 2022.
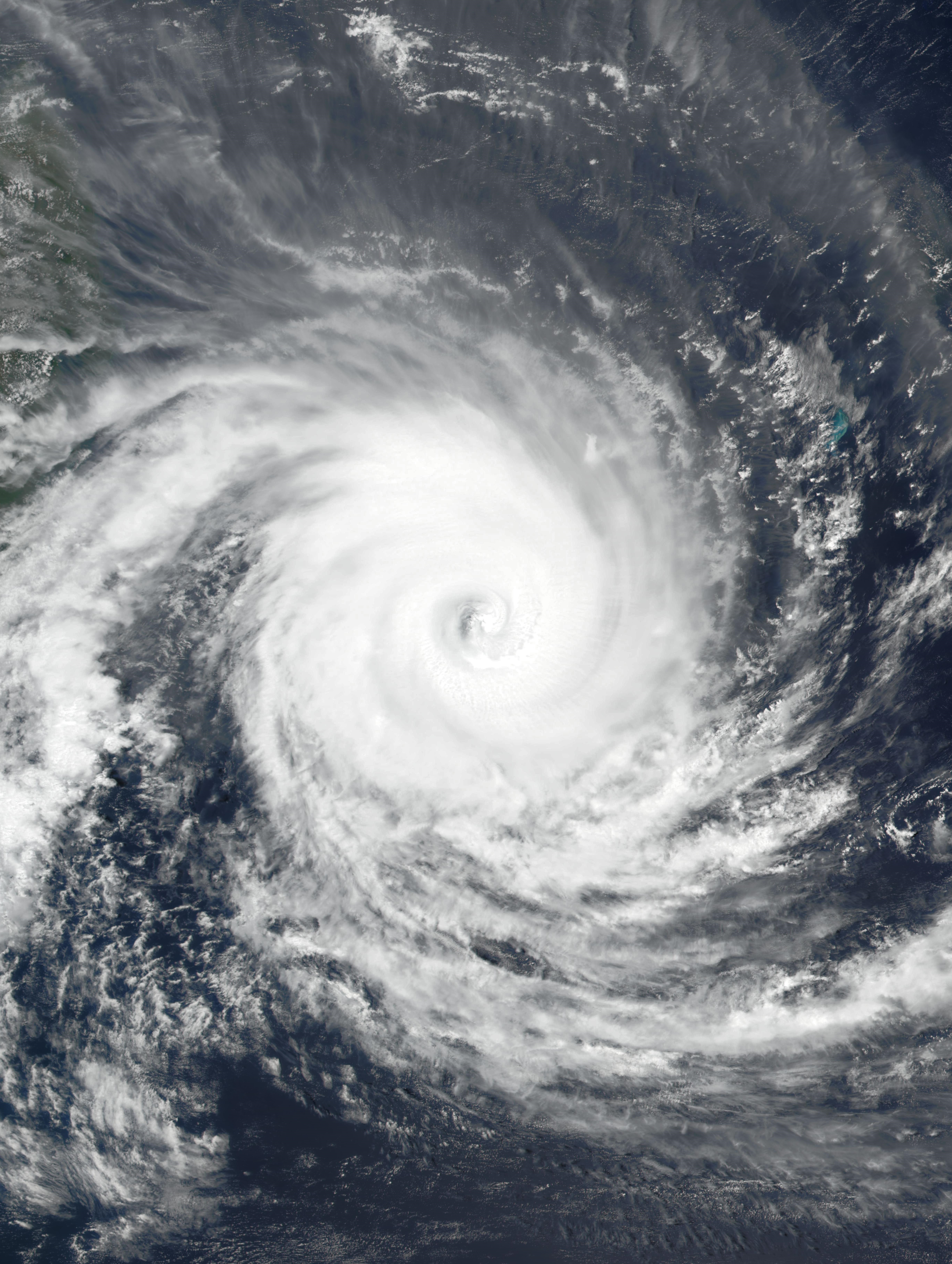
Batsirai, le 3 février 2022.

### Madagascar

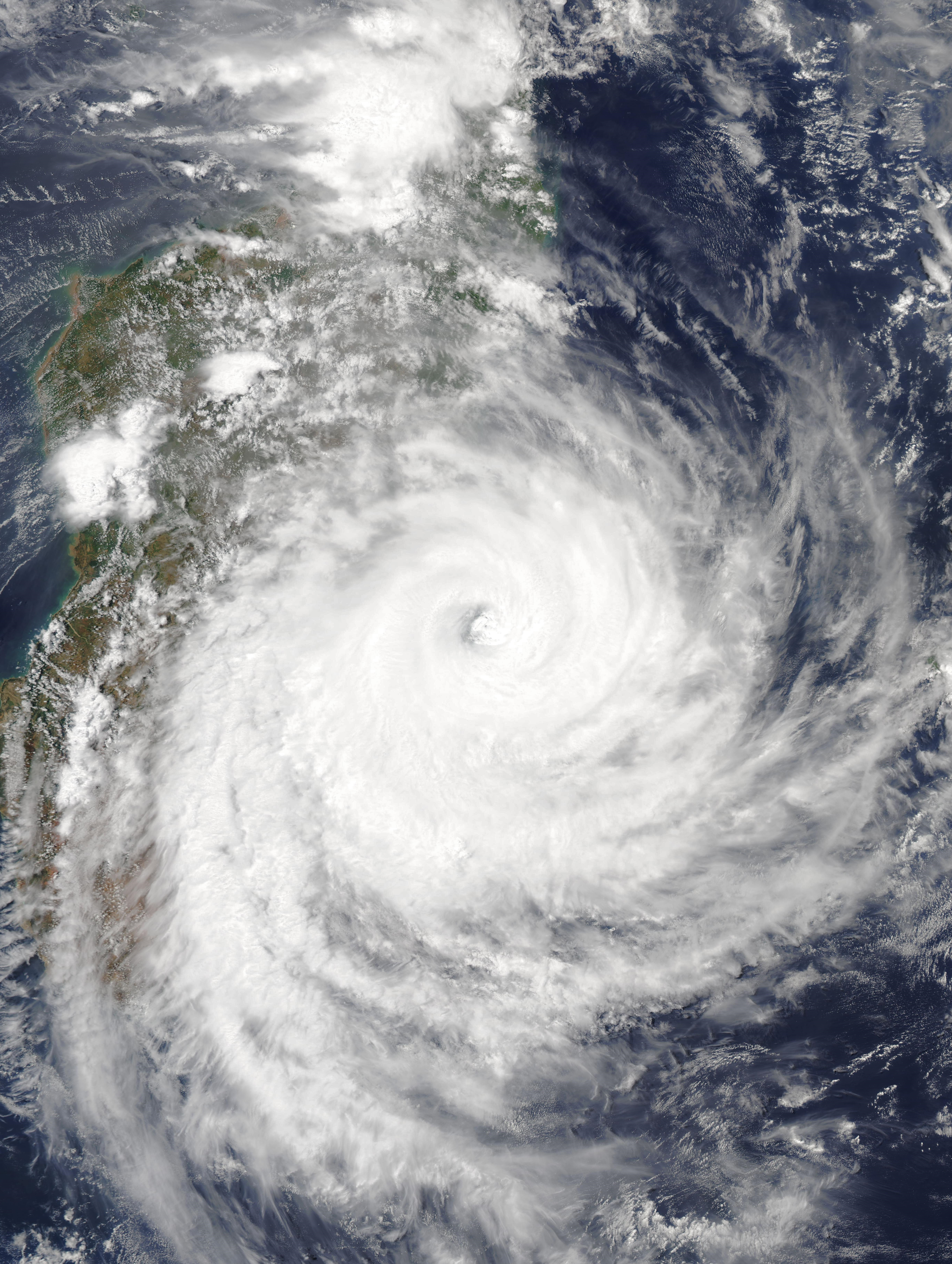
Batsirai au-dessus de Madagascar, le 5 février 2022.

Le 4 février, les Nations-Unies anticipent un impact possible sur 600 000 personnes à Madagascar, la Fédération internationale de la Croix-Rouge et du Croissant Rouge annoncent jusqu'à 4,4 millions de personnes menacées sur l'île.
Le cyclone touche l'ile le 5 février au nord de la ville de Mananjary, avec des vents de 165 km/h et des rafales à 235 km/h, provoquant le déplacement de 61 000 personnes, 112 000 sinistrés et 92 morts au moins, dont la majorité dans le district d'Ikongo, à l'est du pays. Le bilan s'alourdit finalement à 122.
Médecins sans frontières (MSF) indique  que ses équipes ont trouvé la ville de Mananjary « largement détruite ». Son hôpital ne fonctionne plus, cinq centres de santé de la zone sont totalement détruits et les toits de 35 autres structures [de soins] ont été soufflés. La commune rurale Nosy Varika, à une centaine de kilomètres au nord, n'est accessible que par la mer, l'hôpital est détruit et l'électricité n'est pas encore été rétablie,,.